# St. Laurentius (Altdorf bei Nürnberg)
Die St.-Laurentius-Kirche ist die evangelisch-lutherische Stadtkirche Altdorfs (bei Nürnberg) und Dekanatskirche im Dekanat Altdorf. Zentral in der Altstadt gelegen prägt sie das Erscheinungsbild der mittelfränkischen Stadt. Im 14. Jahrhundert als dreischiffige, gotische Basilika errichtet, wurde das Kirchengebäude bis 1755 in großen Teilen umgebaut und mit barocken Elementen versehen.

## Geschichte

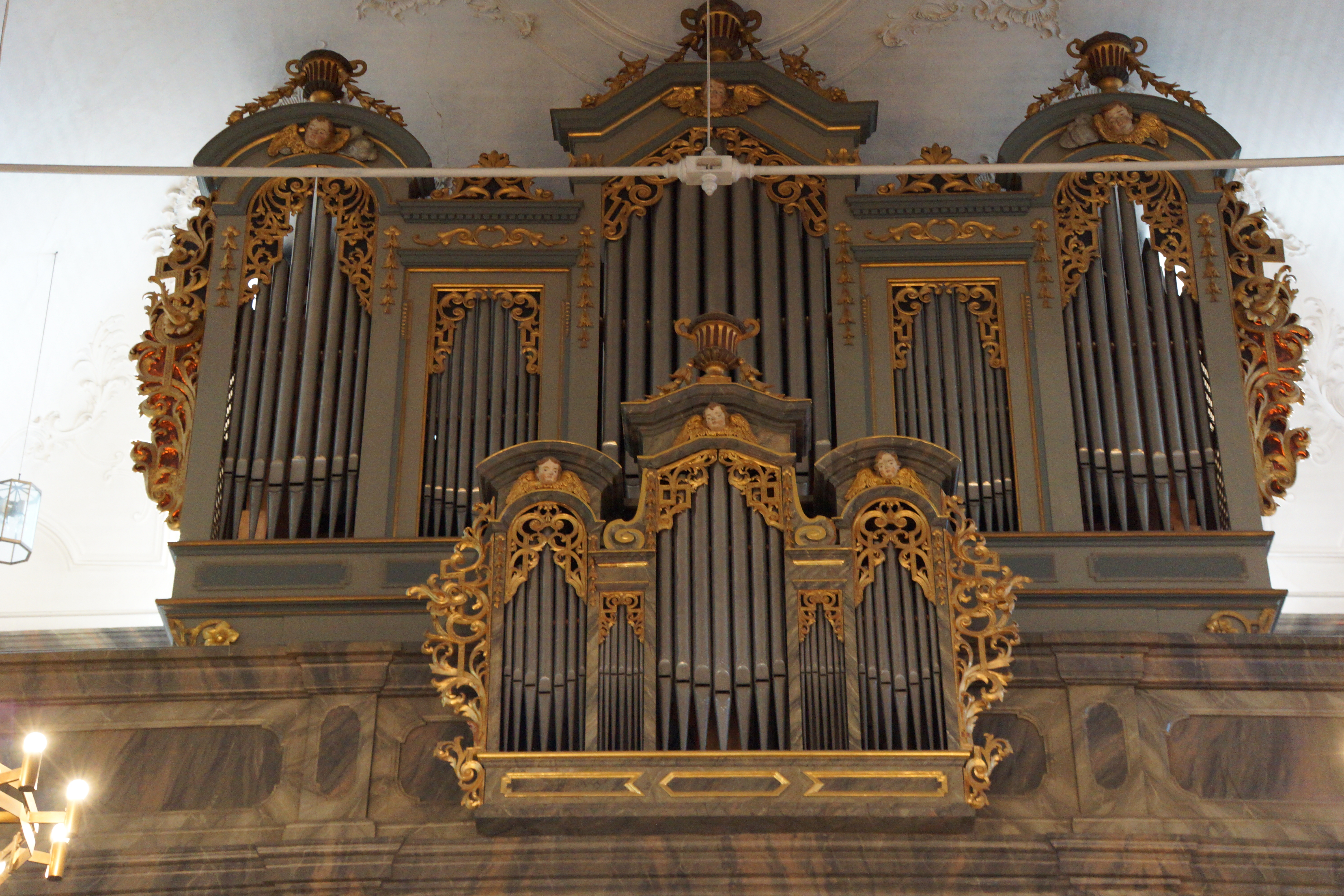
Orgelprospekt mit Rückpositiv

Die Kirchbaugeschichte Altdorfs geht zurück auf einen fränkischen Königshof auf dem heutigen Stadtgebiet. Dort befand sich im 8./9. Jahrhundert ein erster Sakralbau, der in der Altdorfer Stiftungsurkunde von 1439 mit „sant Mertinis capellen auff dem kirchoff“, also Martinskapelle, bezeichnet wird. Mit der Stadterhebung Altdorfs im Jahr 1387 und dem neuen Selbstverständnis der jungen Stadt erfolgte der Bau einer repräsentativen Kirche in Form einer gotischen, dreischiffigen Basilika. Die Fertigstellung der neuen Laurentiuskirche konnte 1407 gefeiert werden. Das noch erhaltene älteste Zeugnis dieses Baus ist die älteste Glocke Altdorfs, die 1370 in Nürnberg gegossen wurde. Nach mehrfachem Besitzerwechsel gelangte Altdorf 1393 an den Kurfürsten Ruprecht II. von der Pfalz. Ab 1400 besaß dessen Universität Heidelberg das Patronatsrecht über die Altdorfer Kirche. Der Rektor hatte das alleinige Recht, die Pfarrstelle zu besetzen. Mit den beiden anderen Pfarreien der Universität, St. Jakobus in Lauda und St. Peter zu Heidelberg, unterstand St. Laurentius zu dieser Zeit direkt dem Heiligen Stuhl und wurde von dem päpstlichen Beauftragten an der Heidelberger Universität, Heilmann von Wattenheim († 1411), verwaltet. Dieser Rechtszustand bestand bis 1526, als die Stadt Nürnberg das Patronatsrecht der Kirche von der Heidelberger Universität erwarb.

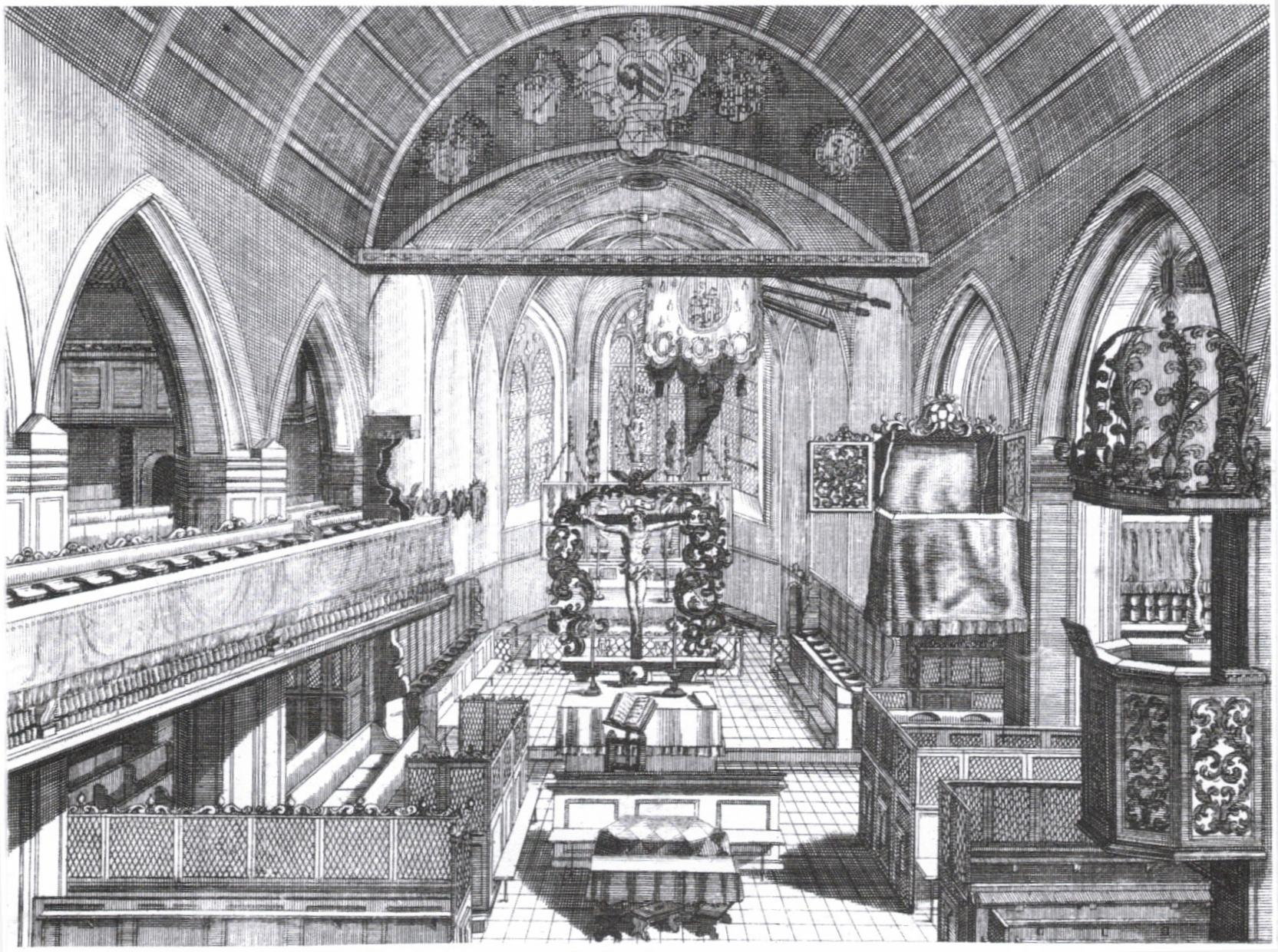
Innenansicht um 1710, Stich von Johann Georg Puschner

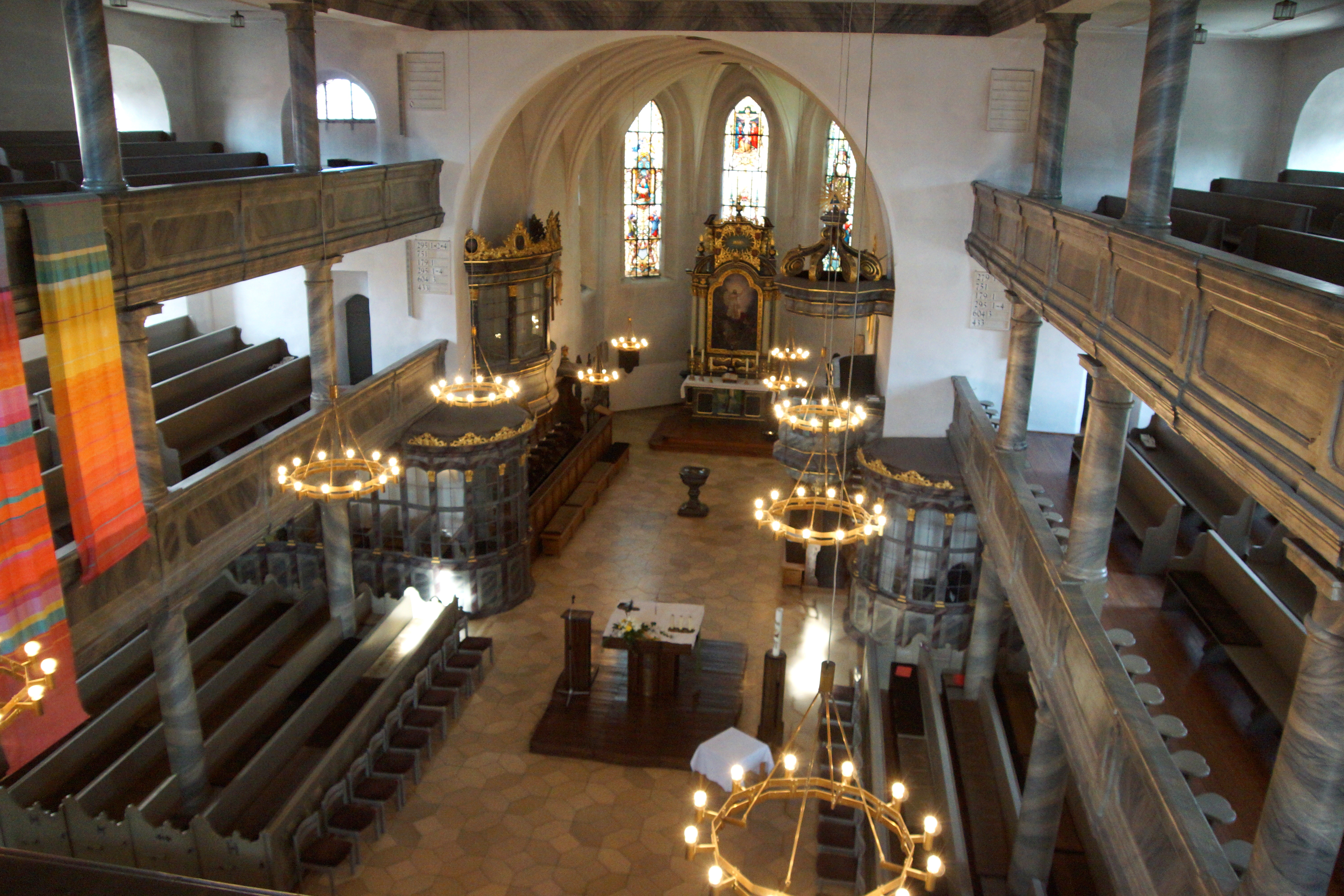
Innenansicht

Die Reformation hielt 1527 mit Pfarrer Andreas Flamm in Altdorf Einzug. Im Taufbuch der Gemeinde befindet sich der älteste überlieferte Eintrag vom 13. Mai 1554.
Mit der Gründung der Universität Altdorf am 29. Juni 1623 wurde St. Laurentius zur Universitätskirche einer der bedeutendsten deutschen protestantischen Universitäten im 17. Jahrhundert. Bis 1809 wurden nahezu alle protestantischen Pfarrer Bayerns in Altdorf ausgebildet und insgesamt über 1100 protestantische Geistliche in der Laurentiuskirche ordiniert. In Altdorf verfasste Drucksachen, wie theologische Schriften, Altdorfer Bibelausgaben, sowie die Altdorfischen Gesangbücher Davidsharfe und Liedertafel fanden deutschlandweit Verbreitung. Ein Anstieg der Bevölkerung und der Wunsch der Universität führten ab Ende des 17. Jahrhunderts zu Baumaßnahmen im Innenraum und am gesamten Kirchenbau. 1692 bis 1694 wurden Emporen für die Professoren- und Studentenschaft eingebaut, 1715 stiftete der Stadtkämmerer Blantsching einen barocken Hochaltar. Von 1753 bis 1755 wurden umfangreiche Bauarbeiten durchgeführt. Am ehemaligen Rektorensitz wurde eine Kartusche mit den drei Wappen Nürnbergs sowie denen der Patrizierfamilien Tucher, Holzschuher, Welser, Oelhafen, Pfinzing und Ebner angebracht. Das Langhaus wurde durch ein neues Kirchenschiff nach den Plänen von Johann Hofmann ersetzt und der Turm auf seine heutige Höhe erweitert. 1754 erhielt die Kirche einen Taufstein aus Bauderschem Marmor (auch Altdorfer Marmor). Am 15. Dezember 1755 konnte die restaurierte Kirche eingeweiht werden.
Zu Beginn des 19. Jahrhunderts wurde die Altdorfer Universität aufgelöst und in die Erlanger Universität eingegliedert. Die Kirche verlor damit ihren Status als Universitätskirche. Ab 1893 bemühte sich der damalige Kirchenrestaurationsverein um die Erhaltung und Erneuerung der Kirche. Der Altar und das Gestühl wurden restauriert, die Orgel und das Dach erneuert. 1894 bis 1896 wurden farbige Chorfenster im neugotischen Stil eingebaut. Im 20. Jahrhundert fanden grundlegende Innen- und Außenrenovierungen statt. So wurde 1958 versucht, den barocken Raumcharakter wiederherzustellen. In den Jahren 1983 bis 1986 erhielt der Innenraum einen hellen Anstrich und der Fußboden wurde ausgetauscht. Dieser besteht nun aus Solnhofener Platten.

Das Gebäude ist vom Bayerischen Landesamt für Denkmalpflege als Baudenkmal und Bodendenkmal ausgewiesen. 

## Orgel
Der Denkmalprospekt der Orgel aus dem Jahr 1727 stammt von dem Nürnberger Orgelbauer Adam Ernst Reichard. 1895 wurde er bei einem Neubau des Instruments geringfügig von Johannes Strebel verändert. Dieser errichtete eine zweimanualige Orgel mit 24 Registern in dem historischen Gehäuse. Die Firma Orgelbau Steinmeyer baute dieses Instrument 1958 um und erweiterte es auf drei Manuale und 30 Register. Während das Hauptwerk von Strebel original erhalten ist, wurde das Brustwerk von Steinmeyer neu hinzugefügt. Im Rückpositiv stammen die Register Dolce 8′, Octave 2′, Terzzimbel III 2⁄3′ und Schalmei 8′ von Steinmeyer, im Pedal die Register Choralbaß III 4′ und Nachthorn 2′. Die Disposition lautet wie folgt:
| I Hauptwerk |            |       |
| 1.          | Bordun     | 16′   |
| 2.          | Principal  | 08′   |
| 3.          | Gamba      | 08′   |
| 4.          | Salicional | 08′   |
| 5.          | Tibia      | 08′   |
| 6.          | Octave     | 04′   |
| 7.          | Hohlflöte  | 04′   |
| 8.          | Gemshorn   | 04′   |
| 9.          | Waldflöte  | 02′   |
| 10.         | Mixtur V   | 2 ⁄3′ |
| 11.         | Trompete   | 08′   |

| II Rückpositiv |                  |       |
| 12.            | Geigenprincipal  | 8′    |
| 13.            | Lieblich Gedeckt | 8′    |
| 14.            | Dolce            | 8′    |
| 15.            | Dulciana         | 4′    |
| 16.            | Traversflöte     | 4′    |
| 17.            | Octave           | 2′    |
| 18.            | Terzzimbel III   | 02⁄3′ |
| 19.            | Schalmei         | 8′    |

| III Brustwerk |                       |    |
| 20.           | Singend Gedeckt       | 8′ |
| 21.           | Prestant              | 4′ |
| 22.           | Italienisch Principal | 2′ |
| 23.           | Terzian II            |    |
| 24.           | Sifflöte              | 1′ |

| Pedal |               |     |
| 25.   | Subbaß        | 16′ |
| 26.   | Violon        | 16′ |
| 27.   | Octavbaß      | 08′ |
| 28.   | Choralbaß III | 04′ |
| 29.   | Nachthorn     | 02′ |
| 30.   | Posaune       | 16′ |

## Glocken
Das Geläut besteht aus drei Glocken, die alle über 400 Jahre alt sind.
| Nr. | Schlagton | Glockengießer           | Jahr |
| --- | --------- | ----------------------- | ---- |
| 1   | es’       | Balthasar Herold        | 1608 |
| 2   | f’        | Hans III. Glockengießer | 1550 |
| 3   | b’        | unbekannt in Nürnberg   | 1612 |